# Rubus royenii
Rubus royenii är en rosväxtart som beskrevs av C. Kalkman. Rubus royenii ingår i släktet rubusar, och familjen rosväxter.

## Underarter
Arten delas in i följande underarter:
- R. r. hispidus
- R. r. ikilimbu